# Onthophagus subextensus
Onthophagus subextensus es una especie de insecto del género Onthophagus, familia Scarabaeidae, orden Coleoptera.
Fue descrita científicamente por Kolbe en 1895.